# Meleagro (mitología)

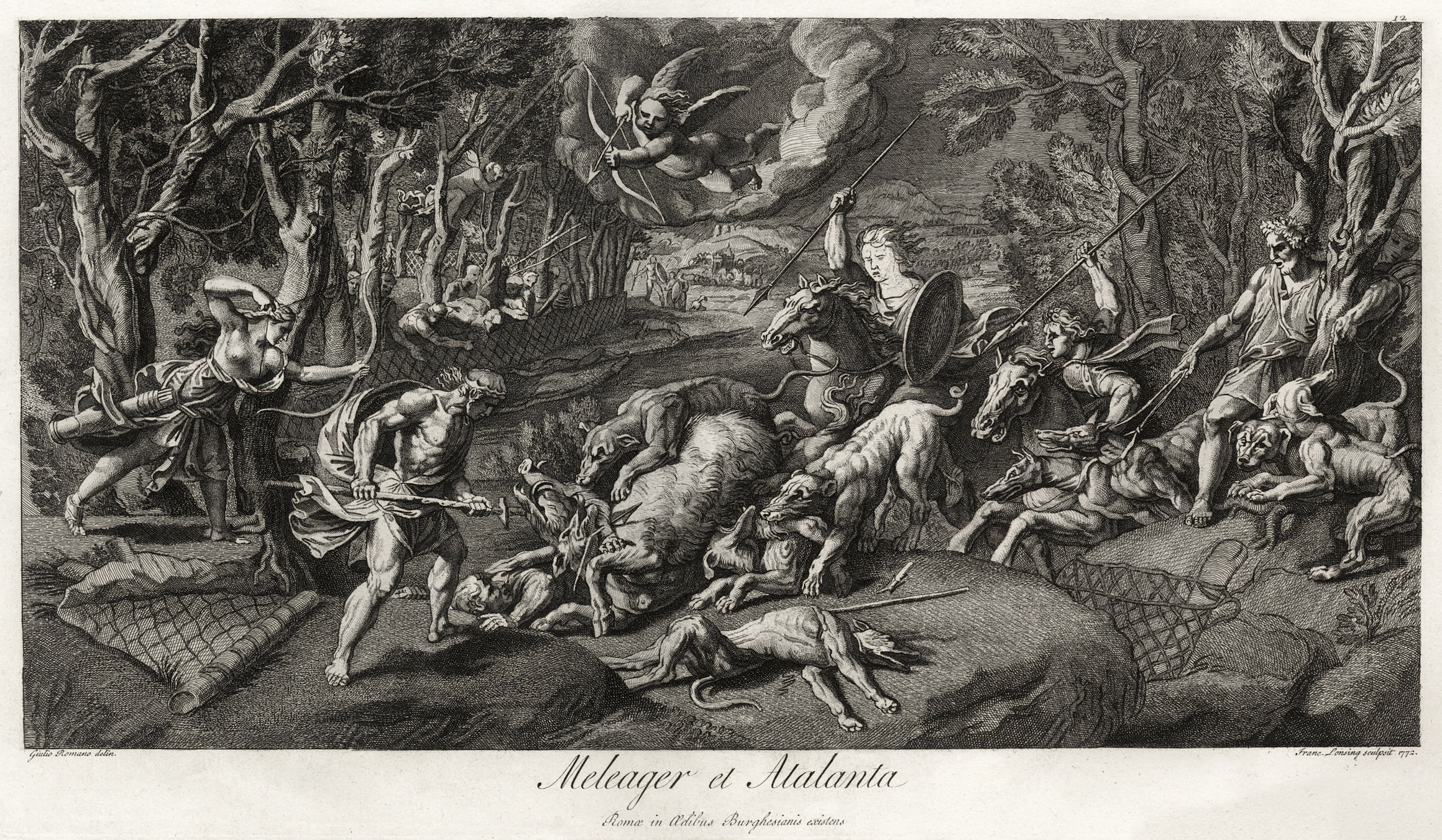
Grabado de Francois-Louis Lonsing (1739 - 1799); dibujo: Giulio Romano. 1773.

En la mitología griega, Meleagro (Μελέαγρος) era hijo de Eneo (rey de Calidón) y Altea (hermana de Leda). Se decía que cuando era niño las Moiras habían anunciado a Altea que la vida de su hijo estaría ligada a un tizón de leña ardiente, y que cuando se consumiera el tizón, Meleagro moriría. Por lo demás, se le consideraba invulnerable. Altea, tras saber esto, sacó el tizón del fuego, lo apagó y lo guardó.
El principal mito con el que se asocia a Meleagro es con la cacería del peligroso Jabalí de Calidón, enviado por Artemisa como castigo por el olvido de Eneo de haberle dedicado sacrificios.
Eneo organizó una cacería para matarlo y Meleagro fue quien lo consiguió. Hay varias versiones sobre qué sucedió después: 

## Versión de Homero
Cuenta Homero que hubo un enfrentamiento entre calidonios y curetes (ambos pueblos habían participado en la cacería) por la posesión de los despojos del jabalí como trofeo, y Meleagro, que luchaba entre los calidonios, mató a sus tíos maternos, que eran curetes, por lo que Altea lo maldijo. 
Entonces Meleagro decidió dejar de luchar y quedarse en su casa, hecho que provocó una ventaja para los curetes, que sitiaron Calidón. Tras súplicas de los calidonios, Meleagro rehusó volver a la lucha y solo accedió a volver cuando su esposa Cleopatra (hija de Idas y Marpesa) se lo suplicó, y con su ayuda los calidonios consiguieron vencer a los curetes. En esta versión no está clara cómo fue su muerte, bien en combate, bien a manos de Apolo que luchaba a favor de los curetes, bien tras quemar el tizón su madre: Altea.

## Otra versión
En otra versión, se ignora la guerra contra los curetes. Meleagro, a pesar de que estaba casado con Cleopatra, se enamoró de Atalanta, que también tomó parte en la cacería y fue la primera que hirió al jabalí; y fue a ella a quien Meleagro ofreció el trofeo del jabalí muerto, lo que motivó la ira de sus tíos, que querían para sí el trofeo. Meleagro los mató, y Altea decidió acabar con la vida de su hijo, así que echó al fuego el tizón de leña y lo dejó arder hasta que se consumió. 

## Descendencia
En la versión de la poesía épica Meleagro se había desposado con Cleopatra, la hija de Idas y Marpesa. Las versiones tardías, sin embargo dicen que Meleagro fue el padre de Partenopeo con Atalanta. En la Cipria se dice que Polidora, hija de Meleagro, fue la esposa de Protesilao.

## Otros datos
Posteriormente, Altea y Cleopatra se suicidaron. 
Meleagro también es citado en los catálogos de la expedición de los Argonautas en busca del Vellocino de oro.
Las hermanas de Meleagro, llamadas Meleágrides, lloraron su muerte de tal modo que Artemisa, compadecida, transformó a todas ellas en pintadas excepto a dos: Gorge y Deyanira.
Como uno de los trabajos mandados por su primo Euristeo, Heracles había de capturar al can Cerbero, que guardaba las puertas del Hades. Una vez en el lugar, se encontró con el alma de Meleagro, que le aconsejó que tomara como esposa a su hermana Deyanira. 
Según la Descripción de Grecia de Pausanias, en tiempos históricos se conservaban en Tegea como reliquias unos restos que se decía que eran la piel del Jabalí de Calidón, sus colmillos y el venablo con el que lo había matado Meleagro.